# Bardwell (Suffolk)
Bardwell – wieś w Anglii, w hrabstwie Suffolk, w dystrykcie West Suffolk. Leży 36 km na północny zachód od miasta Ipswich i 113 km na północny wschód od Londynu. W 2001 miejscowość liczyła 690 mieszkańców.